# Château de Vaduz
Ne doit pas être confondu avec Château de Liechtenstein ou Château de Lichtenstein.
Le château de Vaduz (Schloss Vaduz, auparavant appelé Hohenliechtenstein) est la résidence officielle de la Maison princière liechtensteinoise.
Il est situé sur une terrasse rocheuse au-dessus de Vaduz, la capitale de la Principauté de Liechtenstein, entre la Suisse et l'Autriche.
C'est une résidence privée qui ne peut être visitée ; le prince régnant y reçoit ses invités officiels.

## Histoire
La première mention du château se trouve dans l'acte de vente du comte Rudolf von Werdenberg-Sargans à Ulrich von Matsch pour la somme de 400 marcs d'argent. Le donjon date du XIIe siècle et une partie du côté est sont les plus anciens. Le comté de Vaduz naquit en 1342 à la suite d’un partage de succession. Le comte Hartmann III s’installa au château de Vaduz qui devint alors la résidence des suzerains. 
La chapelle Sainte-Anne a été construite puis modifiée tout au long du Moyen Âge. Durant la guerre de Souabe de 1499, le château fut brûlé par les honorbound de la Suisse.

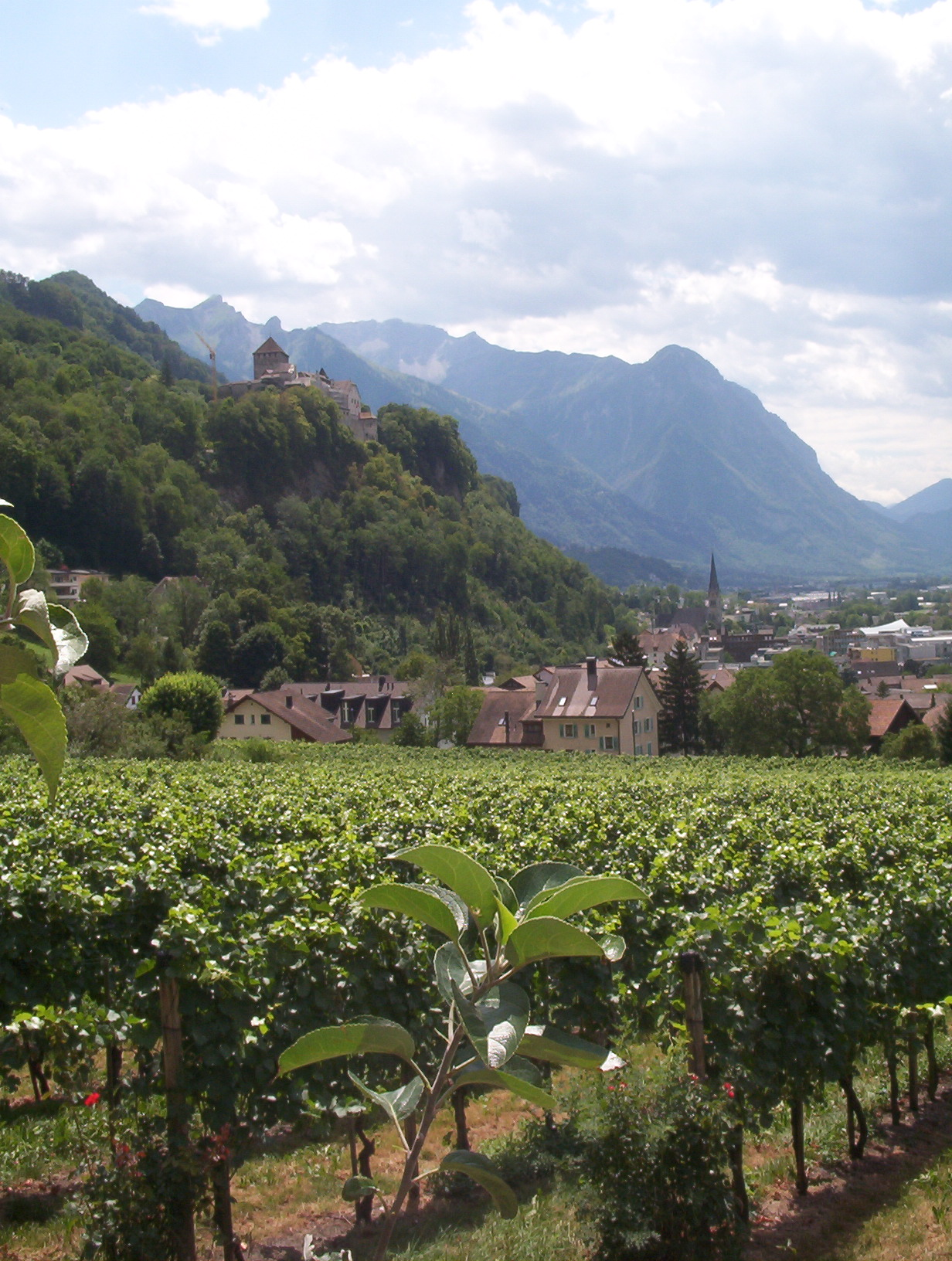
Les vignobles et le château sur les hauteurs de Vaduz.
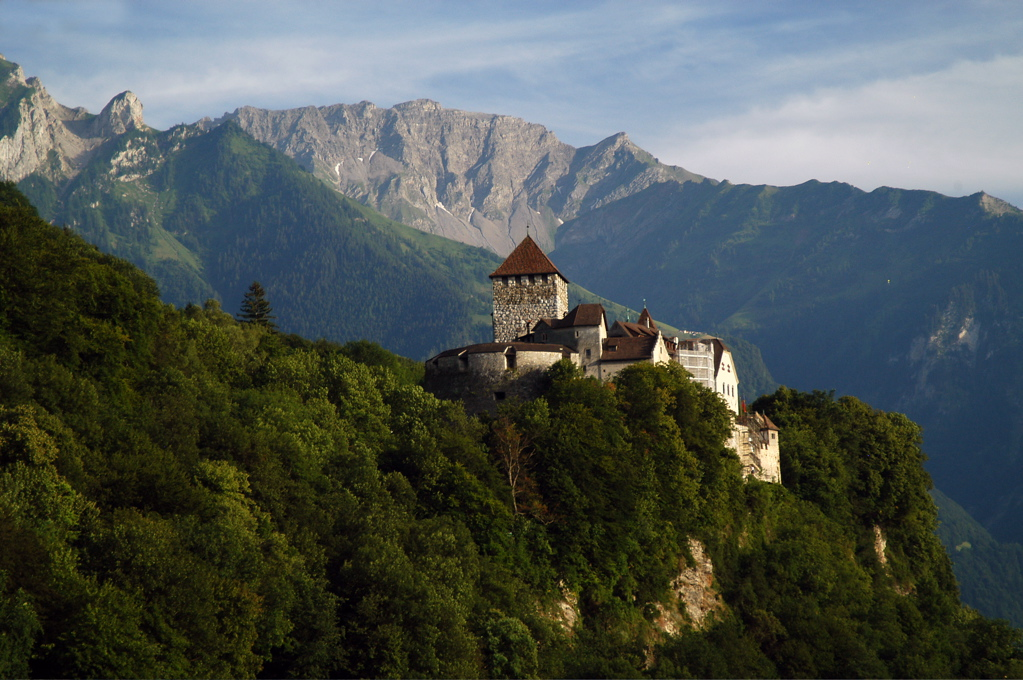
Le château.
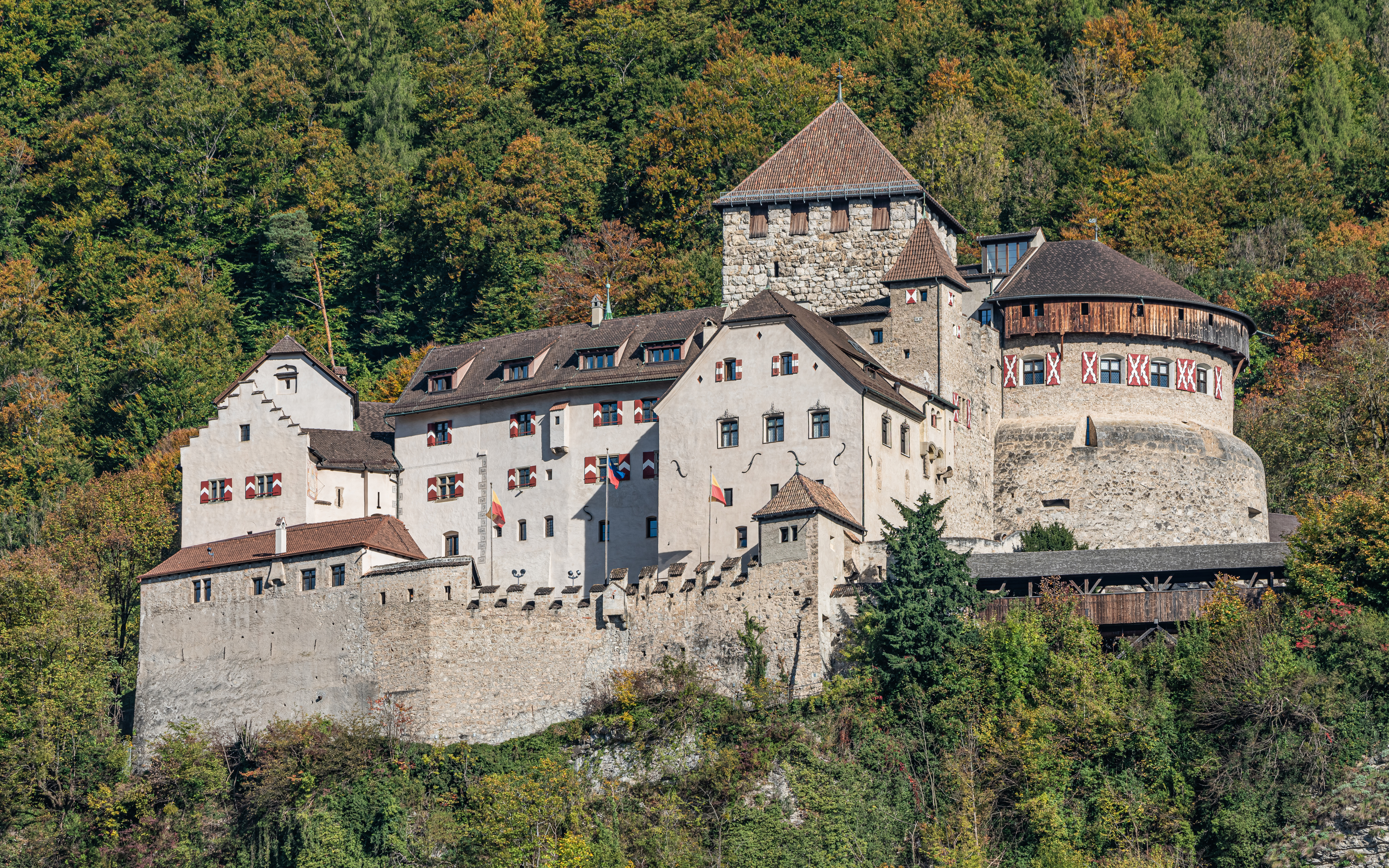
Le chateau, du côté de la ville.

La famille Liechtenstein a acquis le château de Vaduz en 1712 lorsqu'elle a acheté le comté de Vaduz. À cette époque, Charles VI, empereur romain germanique, unifia la seigneurie de Schellenberg et le comté de Vaduz pour former la principauté de Liechtenstein.
Le château servit alors de siège du gouvernement durant la période 1712-1732 puis de caserne militaire à partir de 1838.
Le château fut restauré entre 1905 et 1920 pendant le règne du prince Jean II de Liechtenstein, et a été élargi au cours du début des années 1930 par le prince François-Joseph II de Liechtenstein. Depuis 1938, la famille princière y a élu résidence. Le château constitue aujourd'hui un des symboles nationaux du Liechtenstein. Des vignobles appartenant à la famille princière ont été plantés autour du château.